# Gaertnera belumutensis
Gaertnera belumutensis är en måreväxtart som beskrevs av Simon T. Malcomber. Gaertnera belumutensis ingår i släktet Gaertnera och familjen måreväxter. Inga underarter finns listade i Catalogue of Life.